# Rudowlany
Rudowlany (biał. Рудаўляны, Rudaulany, ros. Рудовляны, Rudowlany) – wieś na Białorusi, w obwodzie grodzieńskim, w rejonie brzostowickim, w sielsowiecie pogranicznym. Położona jest 51 km na wschód od Białegostoku, w bezpośrednim sąsiedztwie granicy polsko-białoruskiej, w oficjalnej strefie przygranicznej Białorusi.

## Historia
Po raz pierwszy wzmiankowana w przywileju króla Aleksandra Jagiellończyka z 12 lipca 1506 roku. W dokumencie tym władca przekazał wieś wojewodzie nowogródzkiemu Aleksandrowi Chodkiewiczowi. Wieś magnacka położona była w końcu XVIII wieku  w powiecie grodzieńskim województwa trockiego. 
W czasach zaborów w granicach Imperium Rosyjskiego, w guberni grodzieńskiej, w powiecie grodzieńskim, w gminie Hołynka. Od 1919 roku w granicach II Rzeczypospolitej. 7 czerwca 1919 roku, wraz z całym powiatem grodzieńskim, weszła w skład okręgu wileńskiego Zarządu Cywilnego Ziem Wschodnich – tymczasowej polskiej struktury administracyjnej. Latem 1920 roku zajęta przez bolszewików, następnie odzyskana przez Polskę. 20 grudnia 1920 roku włączona wraz z powiatem do okręgu nowogródzkiego. Od 19 lutego 1921 roku w województwie białostockim, w powiecie grodzieńskim, w gminie Hołynka. W 1921 roku było w niej 28 domów mieszkalnych.
W wyniku napaści ZSRR na Polskę we wrześniu 1939 roku miejscowość znalazła się pod okupacją sowiecką. 2 listopada została włączona do Białoruskiej SRR. 4 grudnia 1939 roku włączona do nowo utworzonego obwodu białostockiego. Od czerwca 1941 roku pod okupacją niemiecką. 22 lipca 1941 roku włączona w skład okręgu białostockiego III Rzeszy. W 1944 roku ponownie zajęta przez wojska sowieckie i włączona do obwodu grodzieńskiego Białoruskiej SRR. Od 1991 roku w składzie niepodległej Białorusi.

## Zabytki
We wsi znajduje się drewniana kaplica prawosławna pw. św. Apostoła Jana Teologa, zlokalizowana na cmentarzu.

### Nieistniejący pałac Rudawa
Kilometr na południowy zachód od wsi, na terenie folwarku Rudawa, ówczesny właściciel tych dóbr, Leon Potocki wybudował tuż przed 1831 rokiem klasycystyczny pałacyk, ostatecznie wykończony dopiero w latach 80. XIX wieku. Był to jedenastoosiowy, murowany, parterowy budynek z piętrową pięcioosiową częścią centralną, zaznaczoną dodatkowo ryzalitem, przed którą był czterokolumnowy portyk, nad którym był niewielki balkon. Podobny portyk był od strony ogrodowej. Środkową część domu przykrywał dach czterospadowy, natomiast parterowe skrzydła były przykryte dachem trójpołaciowym. W pałacu zgromadzono ceną kolekcję portretów Potockich. W czasie I wojny światowej Rosjanie zrabowali pałac, następnie podpalając go. Część uratowanych dzieł, przeniesionych po I wojnie do tutejszej oficyny, została zrabowana na początku II wojny światowej. Pałac nie został odbudowany po I wojnie światowej, pozostał jedynie park o powierzchni około 8 ha. Jego ozdobą były 2 stare lipy, jedna z nich, według tradycji, została posadzona w 1505 roku przez Jana Karola Chodkiewicza, ówczesnego właściciela Rudawy. Obwód tej lipy w 1914 roku wynosił 10,5 m. Druga lipa miała wtedy ponad 7 m obwodu.

## Demografia
Według spisu powszechnego z 1921 roku, wieś zamieszkana była przez 128 osób, z których większość (123 osoby) stanowili Białorusini, pozostali – 5 osób to Polacy. Wszyscy mieszkańcy wsi byli prawosławni.
W 2009 roku prawie opuszczona wieś liczyła 7 mieszkańców